# Міжнародна організація «CinemaHall»
Міжнародна організація CinemaHall — представництво Європейської кіноасоціації NISI MASA в Україні, член Міжнародної федерації кіноклубів FICC.

## Діяльність
Має представництва в 9 країнах світу.

## Проекти
- Кіноклуб «BLOW-UP»
- CG Weekend

## Лектори
- Олександр Гордон — режисер, актор, телеведучий
- Алла Сурикова — режисер, сценарист
- Джонні О'Рейлі — режисер, Сценарист, Продюсер
- Джуліан Дісмор — продюсер, телеведучий
- Любомир Левицький — режисер, сценарист, продюсер
- Адам Мілевський — кінокритик
- Ніколя Анжель — режисер, сценарист
- Ірен Роздобудько — сценарист
- Гай Натті — режисер, сценарист, продюсер
- Рубен Ландсбергер — фільммейкер, культурний діяч
- Мирослав Слабошпицький — режисер
- Анатолій Падука — актор
- Михайло Голубович — Актор
- Анна Рада — режисер
- Віктор Андрієнко — актор, режисер
- Дмитра Костроменко — сценарист
- Володимир Миславський — кінокритик
- Євгенія Загоруйко — режисер
- Надія Бучак — актриса
- Вікторія Чепурна — Актриса
- Яків Ткаченко — актор
- Ольга Доник — актриса
- Олег Шевчук — актор
- Михайло Мельник — актор, режисер
- Роберт Фельдман — актор
- Надія Бікмурзіна — актриса
- Цявкун Тетяна — актриса
- Нателла Абелева — актриса
- Юлія Домбругова — актриса, режисер
- Анна Акулевіч — режисер
- Михайло Савін — сценарист